# Leszek Pisz
Leszek Pisz (ur. 18 grudnia 1966 w Dębicy) – polski piłkarz, reprezentant kraju, obecnie trener i menadżer piłkarski.

## Życiorys
Jest wychowankiem Wisłoki Dębica, z której na dwa lata przeniósł się do Igloopolu. Z tego ostatniego przeniósł się do Legii Warszawa. Podczas czteroletniego pobytu w Warszawie odgrywał wiodącą role w zespole, jednak po przegranym 1:3 meczu o Superpuchar Polski z Lechem Poznań został przyłapany przez trenera Władysława Stachurskiego na piciu alkoholu razem z Dariuszem Czykierem i po sezonie musiał przenieść się do Motoru Lublin. Zagrał tam dobry sezon, jednak drużyna z Lublina spadła z ligi. Następnie powrócił do stolicy, gdzie przez kolejne cztery lata odnosił największe sukcesy w karierze, będąc najważniejszą postacią drużyny.
W barwach stołecznej Legii grał w ekstraklasie przez dziewięć sezonów (1986–1991 i 1993–1996). Łącznie wystąpił w 221 spotkaniach, zdobywając 45 goli. Dał się zapamiętać jako znakomity wykonawca rzutów wolnych. Jako pierwszy zawodnik polskiego klubu strzelił dwie bramki w jednym meczu Ligi Mistrzów (później wyczyn powtórzyli Jacek Dembiński <Widzew> i Aleksandar Prijović <Legia>). Jest członkiem Galerii Sław Legii Warszawa.
Przyczynił się do historycznego awansu polskiej drużyny do fazy grupowej Ligi Mistrzów, strzelając na wyjeździe w rewanżowym meczu ze szwedzkim IFK Goetborg wyrównującą bramkę (ostatecznie polska drużyna wygrała 2:1, a cały dwumecz 3:1). Bramkę strzelił głową, choć był najniższym zawodnikiem na boisku. W pierwszym meczu fazy grupowej z mistrzem Norwegii Rosenborgiem Trondheim strzelił dwie bramki, a polska drużyn wygrała na własnym stadionie 3:1. W sezonie 1995/96 łącznie zagrał 10 meczów w Lidzie Mistrzów i strzelił 3 bramki. Na boisku spędził 789 minut.
Dobre występy w ćwierćfinale Ligi Mistrzów z mistrzem Grecji Panathinaikosem Ateny spowodowały, że piłkarz wyrobił sobie dobrą opinię i przez najbliższe cztery lata występował w klubach greckich: PAOK FC, AO Kawala i Paniliakos AO.
Po powrocie do Polski występował w Śląsku Wrocław, do którego sprowadził piłkarza Janusz Wójcik – trener, z którym wcześniej współpracował w Legii.
W pierwszej reprezentacji Polski rozegrał 14 meczów (jako zawodnik Legii dziewięciokrotnie, a jako gracz Motoru pięciokrotnie).
Po zakończeniu kariery osiadł w rodzinnej Dębicy i zajął się szkoleniem młodzieży oraz wyszukiwaniem zawodników jako skaut.

## Życie prywatne
Jego bratem był inny piłkarz – Mieczysław Pisz.

## Sukcesy
Legia Warszawa
- 2 x Mistrzostwo Polski – 1994, 1995
- 4 x Puchar Polski – 1989, 1990, 1994, 1995
- 2 x Superpuchar Polski – 1989, 1994
- półfinał Pucharu Zdobywców Pucharów – 1991
- ćwierćfinał Ligi Mistrzów – 1996

AO Kavala
- uznany za najlepszego obcokrajowca w barwach klubu

Nagrody
- Piłkarz Roku według magazynu „Piłka Nożna” – 1995